# Ernest Starling
Ernest Henry Starling (17 de abril de 1866 – 2 de maio de 1927) foi um fisiologista britânico que contribuiu com muitas ideias fundamentais para esta disciplina. Essas ideias foram partes importantes da contribuição britânica para a fisiologia, que naquela época liderava o mundo.
Ele fez pelo menos quatro contribuições significativas: 1. No capilar, a água é forçada para fora através dos poros na parede pela pressão hidrostática e impulsionada para dentro pela pressão osmótica das proteínas sanguíneas (ou pressão oncótica). Essas forças opostas se equilibram aproximadamente; o que é conhecido como Princípio de Starling. 2. A descoberta do hormônio secretina—com seu cunhado William Bayliss—e a introdução da palavra hormônio. 3. A análise da atividade do coração como uma bomba, que é conhecida como a Lei de Frank–Starling. 4. Várias observações fundamentais sobre a ação dos rins. Estas incluem evidências para a existência da vasopressina, o hormônio antidiurético. Ele também escreveu o principal livro didático de fisiologia em inglês, que teve 20 edições.

## Ascensão à proeminência
Ernest Starling tornou-se estudante de medicina no Hospital Guy's, em Londres, em 1882 (quando tinha 16 anos). Ele teve uma carreira brilhante lá e estabeleceu como objetivo se tornar um médico de Harley Street. Mas a ciência por trás da medicina—fisiologia—o atraiu muito mais; ele passou uma longa temporada no laboratório de Wilhelm Kühne em Heidelberg, estudando os mecanismos de formação da linfa e convenceu-se de que poderia se tornar um fisiologista. Na época, tal descrição de cargo não existia na Grã-Bretanha.
O Guy's não tinha laboratórios fisiológicos, mas o entusiasmo de Starling mudou tudo isso, e ele publicou nove artigos sobre linfa e função capilar entre 1893 e 1897. Ele mostrou que existem forças opostas através da parede capilar—um movimento de água para fora devido à pressão hidrostática (derivada da contração do coração) e um movimento para dentro, secundário à pressão osmótica das proteínas sanguíneas dentro do capilar. Sem a consciência dessas forças, o médico não pode começar a entender condições como o edema. As forças internas e externas são frequentemente referidas como "forças de Starling". Elas o estabeleceram como um contribuinte sério.
Ele foi eleito Membro da Royal Society em 1899.

## Hormônios
Starling gostava de colaborar com William Bayliss (1860–1924), que fazia parte do quadro do University College London (UCL), e juntos publicaram sobre a atividade elétrica do coração e sobre peristaltismo. Em 1891, quando tinha 25 anos, Starling casou-se com Florence Amelia Wooldridge, viúva de Leonard Charles Wooldridge, que havia sido seu professor de fisiologia no Guy's e morreu aos 32 anos. Ela foi um grande apoio para Starling como confidente, secretária e gerente de seus assuntos, além de mãe de seus quatro filhos. Em 1893, Bayliss casou-se com Gertrude, irmã de Starling, então os dois eram cunhados. Quando Starling foi nomeado professor na UCL em 1899, a família científica ficou ainda mais próxima. Bayliss e Starling estavam nas manchetes dos jornais quando envolvidos no caso do Cachorro Marrom, uma controvérsia relacionada à vivissecção.
Bayliss e Starling investigaram a secreção pancreática, que naquela época acreditava-se estar inteiramente sob controle nervoso. Eles mostraram que sempre que alimento ou ácido era colocado no duodeno, algum estímulo transportado pelo sangue era liberado, fazendo com que o pâncreas secretasse. Eles chamaram essa substância de secretina e Starling propôs que o corpo produz muitas moléculas semelhantes à secretina, e em 1905 propôs que essas substâncias deveriam ser chamadas de hormônios. Ao fazer isso, ele iniciou todo um novo assunto biológico, que ficou conhecido como endocrinologia.

## Educação médica
Starling sentia-se apaixonado por muitos assuntos, um dos quais era a educação médica. Ele considerava intolerável a falta de ciência por trás da prática médica, e quando em 1910 uma Comissão Real (A Comissão Haldane) foi criada para melhorar a educação médica, Starling foi um colaborador entusiasta. Uma das consequências da comissão foi o estabelecimento de unidades médicas em hospitais de ensino de Londres: a prática clínica apoiada pela pesquisa laboratorial é agora considerada comum em todas as grandes instituições. Por isso, devemos agradecer o depoimento de Starling e William Osler perante a Comissão Haldane.

## A lei do coração
A descoberta fisiológica mais frequentemente associada a Starling é a Lei do Coração. Ocupando dois anos de sua vida (1910–1912), suas investigações examinaram como o coração aumentava sua produção em resposta a mais sangue entrando no órgão, o que aumenta o tamanho das câmaras durante o enchimento. Para este trabalho, ele usou o cão anestesiado, em um arranjo experimental conhecido como preparação coração-pulmão. Isto desempenhou um papel importante em experimentos subsequentes, quando ele não estava primariamente interessado no fluxo sanguíneo.
Starling desconhecia o trabalho anterior de um fisiologista alemão, Otto Frank, usando o coração isolado de rã. Frank mostrou que quanto mais as fibras do músculo cardíaco eram esticadas, mais forte era a contração. Ele fez isso sem interesse na circulação como um todo, então suas descobertas têm que ser consideradas em paralelo com as de Starling, assim tornou-se a Lei de Frank–Starling.

## Primeira Guerra Mundial
Durante a guerra de 1914–1918, Starling envolveu-se inicialmente em pesquisas sobre gases venenosos. Como oficial comissionado, ele considerou a organização do assunto caótica e em várias ocasiões foi muito franco com seus superiores do ministério da guerra. Isso não fez bem algum às suas perspectivas. Muitos de seus distintos contemporâneos receberam títulos de cavaleiro. Starling foi condecorado com um CMG. Ele renunciou ao exército em junho de 1917 e finalmente pôde realizar trabalhos de guerra que utilizavam suas habilidades. Como presidente do Comitê de Alimentos (Guerra) da Royal Society, ele foi fundamental na criação do racionamento que fornecia as calorias necessárias e também os suplementos nutricionais então conhecidos. O racionamento realmente melhorou a nutrição na Grã-Bretanha durante a guerra. A Alemanha teve uma escassez semelhante de alimentos durante a guerra, mas lidou com isso desastrosamente.

## Pós-guerra
Starling retornou à UCL no final da guerra. Suas experiências durante a guerra o deixaram com uma visão mordaz sobre como o país era administrado, e em particular o sistema educacional. Ele foi especialmente franco sobre a educação nas escolas públicas (a designação britânica para escolas privadas). E particularmente o ensino de temas clássicos: "Após nove anos, nove décimos dos meninos não conseguem ler nem latim nem grego. Eles podem ter adquirido algumas palavras de ordem ou alusões à mitologia clássica, mas não conseguem dar conta da maneira como os gregos viviam, ou do papel desempenhado pela filosofia grega na evolução das ideias modernas, ou da maneira como o governo ocidental foi fundado sobre invenções romanas".
Durante os anos 1920, ele esteve muito ocupado fazendo experimentos e sua reputação atraiu colaboradores distintos. Muitos desses envolviam a preparação coração-pulmão. Foi usada para investigar o controle da pressão arterial (com G. V. Anrep), a atividade da insulina (com F. P. Knowlton), e a função renal (com E. B. Verney). Em 1923–24, o embriologista americano, George Washington Corner trabalhou com Starling em seu laboratório. Em 1920, Starling foi diagnosticado com câncer de cólon, e o cirurgião Arbuthnot Lane removeu metade de seu cólon. Isso limitou seriamente suas excepcionais atividades físicas: ele desistiu do montanhismo, por exemplo.

## O Comitê Nobel
A relação de Starling com o Prêmio Nobel é interessante. Ele foi proposto pela primeira vez para o prêmio em 1913 por Otto Loewi (que ganhou um Prêmio ele mesmo em 1936). O tema de Starling eram os hormônios, com destaque para a secretina. O avaliador, J. E. Johansson, decidiu que Starling deveria receber o prêmio, mas ainda não. Nenhum prêmio foi concedido durante a Primeira Guerra Mundial. Em 1920, August Krogh, um fisiologista dinamarquês, foi recompensado por seu trabalho sobre capilares (suas descobertas não foram tão significativas quanto as de Starling haviam sido, vinte anos antes: mas a importância das 'forças de Starling' no capilar não tinha se tornado aparente).
Em 1926, Starling foi proposto novamente, desta vez por seu trabalho sobre o rim. Nesta ocasião, Johansson sentiu que os estudos hormonais de Starling deveriam ter sido recompensados. Mas àquela altura, os experimentos haviam sido realizados quase um quarto de século antes, e Johansson sentiu que o prêmio deveria ser dado por descobertas recentes. Ele havia esquecido que foi ele quem havia deixado o trabalho de Starling em segundo plano em 1913. Subsequentes Laureados britânicos (como Gowland Hopkins e Charles Sherrington) receberam o prêmio por trabalhos que haviam feito vinte ou trinta anos antes. Mas nessa época, Johansson não estava mais envolvido com a concessão do prêmio.

## Morte
As circunstâncias exatas da morte de Starling estão longe de serem claras. Ele estava em um cruzeiro de lazer nas Índias Ocidentais, mas quando seu navio, o barco de banana Elders & Fyffes Ariguani, atracou no porto de Kingston, Jamaica, ele foi encontrado morto. Aparentemente, ele estava viajando sozinho, e não havia amigos ou parentes em seu funeral—sob chuva torrencial—em Kingston, Jamaica. Nenhuma autópsia foi realizada, então a causa de sua morte—que se pode presumir ser câncer secundário ao seu tumor no cólon—nunca foi estabelecida.
Sua morte marcou o fim de um destacado contribuinte para a ciência médica. Nas palavras de Henry Dale, "Todos o encontraram como um camarada e líder generoso, e é impossível pensar na fisiologia nos últimos trinta anos sem Starling como figura central de inspiração ... sua coragem era indomável, sua energia e sua paixão pelo conhecimento zombavam de todas as restrições."

## Descendentes
Dois de seus bisnetos, Boris Starling (nascido em 1969) e Belinda Starling (1972–2006) são escritores.
Sua filha Muriel (nascida por volta de 1893), casou-se com Sydney Patterson na St. Mary's Kilburn, Londres, em 1919.

## Lingações externos
- Media relacionados com Ernest Starling no Wikimedia Commons